# 拉斯博尔德
拉斯博尔德（法語：Lasbordes，法語發音：[lasbɔʁd] ⓘ）是法国奥德省的一个市镇，属于卡尔卡松区。

## 地理
拉斯博尔德（43°17'41"N, 2°2'45"E）面积14.74 平方千米，位于法国奧克西塔尼大區奥德省，该省份为法国南部沿海省份，北起塔恩省，西北接上加龙省，西接阿列日省，南至东比利牛斯省，东临地中海，东北与埃罗省接壤。
与拉斯博尔德接壤的市镇（或旧市镇、城区）包括：佩克西奥拉、圣马丹拉朗德、圣帕普勒、维勒潘特、维莱斯皮。

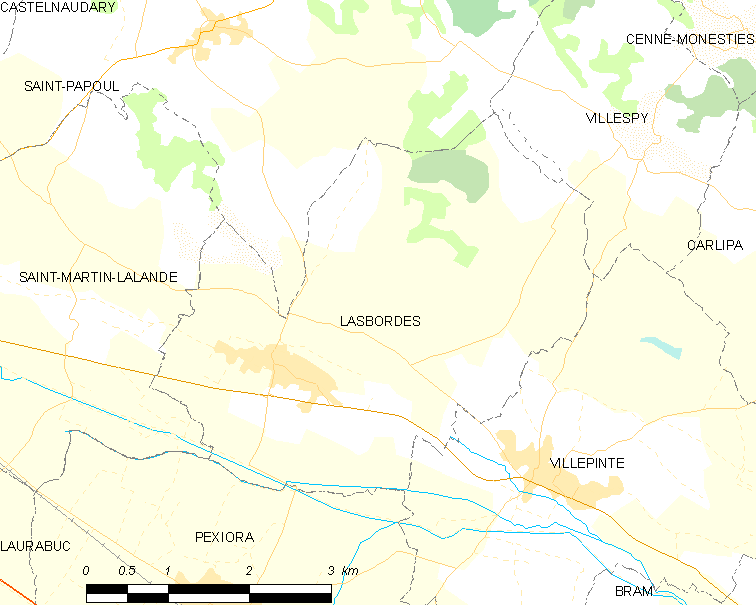
拉斯博尔德的OSM定位图

拉斯博尔德的时区为UTC+01:00、UTC+02:00（夏令时）。

## 行政
拉斯博尔德的邮政编码为11400，INSEE市镇编码为11192。

## 政治
拉斯博尔德所属的省级选区为绍里安盆地县。

## 人口

1962-2008年间拉斯博尔德人口变化图示

拉斯博尔德于2022年1月1日时的人口数量为824人。